# Winifred Holtby
Winifred Holtby, född 23 juni 1898 i Rudston, East Riding of Yorkshire, död 29 september 1935 i London, var en brittisk författare och journalist.
Holtby var under studentåren vid Oxfords universitet aktiv som feminist. Under studietiden lärde hon känna författaren Vera Brittain, som blev hennes närmsta vän och som hon sedan kom att bo med i London. Under första världskriget avbröt hon emellertid sina studier för att tjänstgöra som lotta i brittiska armén vid fronten. Hon var senare verksam som journalist och författare; av hennes romaner kan nämnas Mandoa, Mandoa! (1932) och särskilt den postumt utgivna South Riding (1936), i vilken hon skildrar en kvinnlig rektor i sin egen hembygd. Denna bok samt Pavements at Anderby (1937) publicerades av Vera Brittain. Hon utgav även bland annat Virginia Woolf: a Critical Memoir (1932).
Efter att ha kollapsat vid två olika tillfällen åren 1931 och 1932, diagnostiserades Holtby med glomerulonefrit. Hon avled av sjukdomen två år senare.
Vera Brittains bok Testament of Friendship (1940) handlar om Winifred Holtby.